# Quezon (Palawan)
Quezon (Bayan ng Quezon) är en kommun i Filippinerna. Kommunen tillhör provinsen Palawan och ligger på ön med samma namn. Folkmängden uppgår till 41 669 invånare.
Quezon delas in i 14 barangayer.